# Irma Makhinia
Irma Georgievna Makhinia (en russe : Ирма Георгиевна Махиня), née le 6 septembre 2002, est une sauteuse à ski russe.

## Carrière
Georgi Makhinia, membre du club de Sotchi, qui à part une compétition pour jeunes en 2015 en Allemagne, fait ses débuts en compétition internationale en 2019 sur une étape de la FIS Cup à Schuchinsk, où elle gagne un concours. Elle prend part ensuite à la Coupe continentale (4 top dix), puis est appelée à disputer la Coupe du monde au grand tremplin de Sapporo, où avec sa 24e place, elle marque directement ses premiers points, avant d'améliore cette marque avec une quinzième place notamment à Ljubno. Lors de Championnats du monde junior à Oberwiesenthal, elle figure au neuvième rang individuel.
Lors des Championnats du monde junior 2021, elle subit une disqualification à la compétition individuelle, mais est récompensée avec une médaille d'argent au concours par équipes.  Elle reçoit aussi sa première sélection aux Championnats du monde élite à Oberstdorf (23e et 30e en individuel).
Elle fait partie de l'équipe du Comité olympique russe aux Jeux olympiques d'hiver de 2022 à Pékin, où elle se classe d'abord dixième sur le concours en individuel, puis remporte la médaille d'argent lors du premier concours par équipes mixte en compagnie d'Evgeniy Klimov, Danil Sadreev et Irina Avvakumova, obtenant un premier podium pour des Russes en saut à ski aux Jeux olympiques,.

## Palmarès

### Jeux olympiques
| Épreuve / Édition | Pékin 2022 |
| Individuel        | 10e        |
| Par équipes mixte | Argent     |

### Championnats du monde
| Épreuve / Édition  | Oberstdorf 2021 |
| Petit tremplin     | 23e             |
| Grand tremplin     | 30e             |
| Par équipes        | 6e              |
| Par équipes mixtes | 7e              |

### Coupe du monde
- Meilleur classement général : 34e en 2021.
- Meilleur résultat individuel : 15e.
- 1 podium par équipes.

#### Classements généraux annuels
| Année     | Rang |
| 2019-2020 | 36e  |
| 2020-2021 | 34e  |

### Championnats du monde junior
| Épreuve / Édition | Oberwiesenthal 2020 | Lahti 2021   |
| Individuel        | 9e                  | Disqualifiée |
| Par équipes       | 4e                  | Argent       |
| Par équipes mixte | 5e                  | -            |

### Coupe continentale
- 4e du classement général en 2020
- 1 podium individuel.